# Голицын, Николай Николаевич (историк)
Князь Николай Николаевич Голицын (21 апреля [3 мая] 1836, слобода Михайловка Новооскольского уезда Курской губернии — 30 апреля [12 мая] 1893, Санкт-Петербург) — действительный статский советник, историк и библиограф. Из четвёртой ветви рода Голицыных.

## Биография
Князь Николай Николаевич Голицын родился в семье виолончелиста и участника Отечественной войны 1812 года князя Николая Борисовича Голицына (1794—1866) и его второй супруги Веры Фёдоровны, урождённой Пешман (Вильгельмины Фридриховны фон Пошман) (1809—1872). Имел старшего брата — дирижёра князя Юрия Голицына (1823—1872). Потомок генерал-фельдмаршала М. М. Голицына-старшего.
Князь Голицын получил домашнее образование. Потом продолжил образование на историко-филологическом факультете Харьковского, а с 1856 года — на юридическом факультете Московского университета. Закончив его 1858 году, служил судебным следователем, занимаясь сбором аналитических данных о революционном движении в России. В 1862—1885 годах работал помощником председателя Курского губернского статистического комитета, а также редактировал его издания. В 1872 году стал подольским вице-губернатором, в этой должности находился до 1875 года. В 1875 году продолжил службу в Собственной Его Императорского Величества канцелярии по делам Царства Польского. Был включён в состав комиссии по пересмотру законодательства о евреях, посвятив этому вопросу ряд статей («О необходимости и возможности еврейской реформы в России» СПб., 1876; «О свободе совести во взаимных отношениях еврейства к христианству». СПб., 1876 и другие). Известен как автор книги «Употребляют ли евреи христианскую кровь? Замечания по поводу спора Н. И. Костомарова с профессором Д. А. Хвольсоном», Варшава,1879. Редактировал официальную газету Царства Польского «Варшавский дневник». Состоял при Министерстве внутренних дел. С 1882 года — действительный статский советник. В 1890 году стал членом совета Крестьянского земельного банка. В последние годы состоял секретарём великой княгини Марии Павловны.
Князь Николай Николаевич Голицын скончался 30 апреля (12 мая) 1893 года в Санкт-Петербурге, был захоронен в Москве.

## Труды
- 1858 — «Очерк философской деятельности пифагорейцев»
- 1863—1869 — «История Пскова (862—1510)»
- 1879 — «Употребляют-ли евреи христианскую кровь? Замечания по поводу спора Н. И. Костомарова с профессором Д. А. Хвольсоном»[1]
- 1880 — «Материалы для полной родословной росписи князей Голицыных»
- 1886 — «История русского законодательства о евреях»
- 1889 — «Библиографический словарь русских писательниц»
- 1891 — «Родословная роспись потомства Гедимина (до кн. Михаила Ивановича Голицы)»
- 1892 — «Род князей Голицыных»

Составил «Указатель имён личных упоминаемых в Дворцовых разрядах», изданный в Санкт-Петербурге в 1912 году.

## Семья

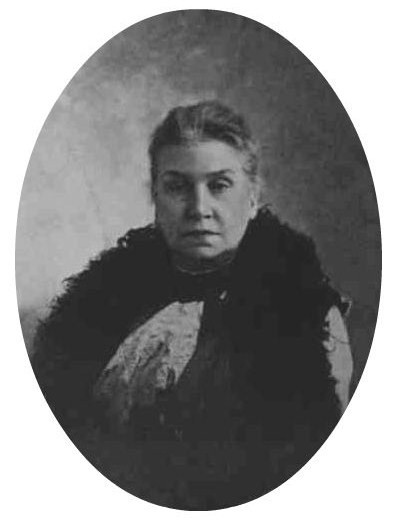
Евгения Александровна

26 января 1869 года в Дрездене князь Николай Николаевич Голицын женился на своей дальней родственнице княжне Евгении Александровне (1852—1919), дочери князя Александра Сергеевича Голицына (1789—1858) и его второй супруги Елены Осиповны, урождённой Заржицкой (1823—1895). Княгиня Евгения приходилась внучкой знаменитой фрейлине императрицы Екатерины II — Варваре Энгельгардт, с 1915 года состояла инспектрисой Смольного института благородных девиц. Скончалась в Петрограде. В браке родилось трое детей:
- Николай (1870—02.05.1910) — супруг Элизабет Рихтер (?-1917)
- Александр (1871—1882)
- Варвара (1873—1931) — с 1897 года[источник не указан 946 дней] супруга Евгения Алексеевича Пушкина (1845—1915)